# Black is Beltza (còmic)
|  | Aquest article tracta sobre el còmic. Si cerqueu la pel·lícula, vegeu «Black is Beltza». |

Black is Beltza és una novel·la gràfica escrita per Fermin Muguruza i Harkaitz Cano i il·lustrada per Jorge Alderete, publicada l'any 2014. Paral·lelament a la presentació del llibre, es va dur a terme una exposició al centre cultural La Alhóndiga de Bilbao.
L'any 2018 se'n va fer una adaptació cinematogràfica sota la direcció del mateix Fermin Muguruza.

## Sinopsi
Black is Beltza parteix d'un fet real: la desfilada dels gegants de Pamplona per la Cinquena Avinguda de Nova York l'any 1965, en què, a causa dels disturbis racials, es va prohibir que sortissin els dos gegants negres de la comparsa. Amb aquest punt de partida, el protagonista de la història, un jove d'origen basc-francés anomenat Manex Unanue, emprén un viatge per diverses ciutats del món i contexts històrics dels anys seixanta, com, per exemple, els disturbis als Estats Units d'Amèrica arran de l'assassinat de Malcom X, l'espionatge durant la Guerra Freda, la mort del Che Guevara a Bolívia, o la dictadura franquista, entre d'altres.